# Szent Bertold
Kalábriai Szent Bertold vagy Kármel-hegyi Szent Bertold (latinul: Bertoldus Calabriensis, franciául: Berthold du mont Carmel), (Limoges, 1083 – Kármel-hegy, 1198. március 29.) szentként tisztelt francia származású palesztinai remete, a karmeliták szerzetesrendjének első vezetője.
1083-ban született a franciaországi Limoges-ben. Családi neve Malifaye (latinosan Malefaida) volt. 15 éves korában csatlakozott az első keresztes hadjárathoz. Antiochia 1098-as ostromakor fogadalmat tett, hogy ha megmenekül a fenyegető életveszélyből, remeteként fog élni a Kármel-hegyén. Az ostromot túlélte, és előbb papnak tanult (fel is szentelték), majd egy nem ismert időpontban valóban a Kármelre költözött. Feltehetően már hosszabb ideje élt itt, amikor 1154-ben a helyi remeték, mint a legtekintélyesebb remetét, általános főnökükké választották. (Tulajdonképpen ekkor jött létre a karmeliták szerzetesrendje is.) Bertold több mint 40 éven át vezette a közösséget, és 1198-ban hunyt el. A feljegyzések szerint ekkor 115 éves volt. A római katolikus egyház szentként tiszteli, emléknapja március 29.